# Z傳說 ～永無止境的革命～
《Z傳説 ～永無止境的革命～》是桃色幸運草Z的第4張單曲，於2011年7月6日由STARCHILD發售。

## 概要
CD封面和音樂影片（《戰鬥與浪漫》中收錄）成員全員以戰隊英雄風的服裝亮相，也曾有網友質疑韓國女團Crayon Pop知名歌曲Bar Bar Bar的安全帽及運動服造型抄襲桃草的戰隊服。
有安杏果於2018年畢業後官方推出重製版歌曲「Z伝説～ファンファーレは止まらない～」（Z傳說～號角聲永不止息～）。

## 收錄曲目
1. Z傳説 ～永無止境的革命～ [5:08]
作詞、作曲、編曲：前山田健一

## 音樂合作
- 東京ジョイポリス的廣告歌曲[3]

## 外部連結
- YouTube上的Z傳說 ～永無止境的革命～